# Carlos Bielicki
Carlos Bielicki (* 15. Mai 1940 in Argentinien; † 9. September 2024) war ein argentinischer Schachmeister.
Carlos Bielicki gewann 1958 die Jugendmeisterschaft Argentiniens und wurde ein Jahr später, 1959, in Münchenstein Juniorenweltmeister. Die FIDE verlieh ihm für diesen Erfolg im selben Jahr den Titel Internationaler Meister. 1961 wurde er bei der Meisterschaft Argentiniens Dritter. Im Gegensatz zu den anderen Jugendweltmeistern verfolgte er keine professionelle Schachkarriere.
Bielicki wurde bei der FIDE zuletzt als inaktiv geführt, da er seit dem im April 2013 ausgetragenen Turnier 87 Campeonato Argentino Superior Absoluto 2012 in Villa Martelli keine gewertete Partie mehr gespielt hat. Seine höchste historische Elo-Zahl vor Einführung der Elo-Zahlen betrug 2485, errechnet für den Februar 1962.